# ジェフ・スコット・ソート
ジェフ・スコット・ソート（Jeff Scott Soto、1965年11月4日 - ）は、アメリカ合衆国出身のロックミュージシャン、シンガーソングライター。
主に、HR/HM分野のボーカリストとして活動。これまで「タリスマン」や「イングヴェイ・マルムスティーン」「アクセル・ルディ・ペル」ら多くの現場で実績を積み、1990年代からソロ・デビューも果たしている。身長191cm。

## 略歴
1984年、19歳の時にイングヴェイ・マルムスティーンにボーカリストとして抜擢され、1984年のファースト・アルバム『ライジング・フォース』、1985年のセカンド・アルバム『マーチング・アウト』に参加。
イングヴェイのバンドから離れた後は歌唱力や多様性を買われ、暫くセッション・シンガーとしての活動が多かったが、1990年代あたりからはイングヴェイのバンドに在籍していた時からの盟友であるマルセル・ヤコブとタリスマンを結成したり、また、ドイツのギタリスト、アクセル・ルディ・ペルのアルバムにも参加したりと積極的な活動をしていた。
現在もソロ活動の傍ら、ジャーニーのニール・ショーン率いるソウル・サーカスやセッションでの参加、他のアーティストへの楽曲提供などの活動を展開している。
2001年に日本公開された映画『ロック・スター』で主人公が加入するバンドの前任ボーカリストの歌声の吹き替えをしており、作中でザック・ワイルド、元ドッケンのジェフ・ピルソン、レッド・ツェッペリンにも参加するジェイソン・ボーナムらとの架空のバンド「スティール・ドラゴン」を結成している。

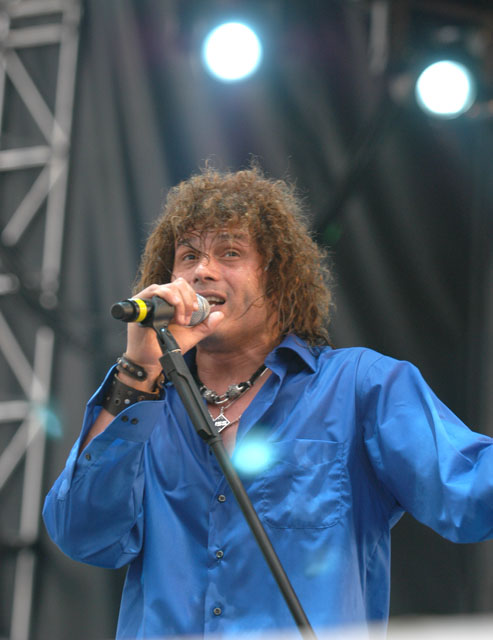
2007年頃

2006年7月7日より、喉の感染症のためツアーをバンドを一時離脱（その後脱退）したスティーヴ・オージェリーの代役を引き受け、ジャーニーのフロントマンとしてステージに立つ。同年12月19日より正式に加入するも翌2007年6月に脱退（後にニール・ショーンがジェフとその他のメンバーとの確執が起こったために解雇したと明かしている）。
2008年夏に4枚目のソロ・アルバム『ビューティフル・メス』を発表。2009年11月、ワーク・オブ・アートのギタリストであるロバート・サールと、エクリプスのエリック・マーテンソンを擁して結成され（マルセル・ヤコブもPVに参加。しかし他界のため、全てのレコーディングを行えず）、参加メンバーのバンドの頭文字から取ったプロジェクトとしてアルバム『W.E.T. (ウェット)』をリリース。さらに12月、『ビューティフル・メス』に伴うツアーの模様を収めたライブ・アルバム&DVD『ワン・ナイト・イン・マドリード』をリリース。
2012年、クイーンのロジャー・テイラーがプロデュースする、「QueenExtravaganza」プロジェクトのメンバーとして公演に参加している。また、タリスマンの未発表音源からタリスマンのアルバムもリリース予定であることが明かされている。
2015年、ソロ・プロジェクト「SOTO (ソート)」を立ち上げ、アルバムをリリース。
2017年、ビリー・シーン (MR. BIG、ナイアシン)、マイク・ポートノイ (元ドリーム・シアター、ザ・ワイナリー・ドッグス)、デレク・シェリニアン (元アリス・クーパー・バンド、ドリーム・シアター等)、ロン・"バンブルフット"サール (元ガンズ・アンド・ローゼズ)と共に「サンズ・オブ・アポロ」を結成。
2022年、元メガデスのデイヴィッド・エレフソン（ベース）と新プロジェクト「Ellefson-Soto」を立ち上げアルバムをリリース。

## ディスコグラフィ

### ソロ名義

#### スタジオ・アルバム
- 『ラヴ・パレード』 - Love Parade (1994年)
- 『プリズム』 - Prism (2002年)
- 『ロスト・イン・ザ・トランスレーション』 - Lost in the Translation (2004年)
- 『ビューティフル・メス』 - Beautiful Mess (2009年)
- 『ダメージ・コントロール』 - Damage Control (2012年)[5]
- 『レトリビューション』 - Retribution (2017年)[6]

#### ライブ・アルバム
- 『ライヴ・アット・ザ・ゴッズ 2002』 - JSS Live at the Gods 2002 (2003年)
- Live at the Queen Convention 2003 (2004年)
- 『ワン・ナイト・イン・マドリード』 - One Night in Madrid (2009年)
- Live at Firefest 2008 (2010年)

#### EP
- Holding On (2002年)
- Believe in Me (2006年)

#### コンピレーション・アルバム
- 『エッセンシャル・バラーズ』 - Essential Ballads (2006年)

#### 映像作品
- 『ライヴ・アット・ザ・ゴッズ 2002』 - JSS Live at the Gods 2002 (2003年)
- Live at the Queen Convention 2003 (2004年)
- 『ワン・ナイト・イン・マドリード』 - One Night In Madrid (2009年)

### SOTO
- 『インサイド・ザ・ヴァーティゴ』 - Inside the Vertigo (2015年)
- 『ディヴォック』 - Divak (2016年)
- 『オリガミ』 - Origami (2019年)

### Ellefson-Soto
- Vacation in the Underworld（2022年）

### ボーカル・セッション
- イングヴェイ・マルムスティーン : ライジング・フォース (1984年)
- イングヴェイ・マルムスティーン : マーチング・アウト (1985年)
- イングヴェイ・マルムスティーン : アイ・アム・ア・ヴァイキング SP (1985年)
- イングヴェイ・マルムスティーン : I'll See The Light Tonight SP (1985年)
- Kuni : Lookin' For Action (1988年)
- アレックス・マッシ : Attack Of The Neon Shark (1989年)
- アイズ : Eyes (1990年)
- Skrapp Mettle : Sensitive (1991年)
- アクセル・ルディ・ペル : Eternal Prisoner (1992年)
- アクセル・ルディ・ペル : The Ballads (1992年)
- タカラ : Eternal Faith (1993年)
- アイズ : Windows Of The Soul (1993年)
- Biker Mice From Mars - Biker Mice From Mars (1993年)
- アクセル・ルディ・ペル : Between The Walls (1994年)
- Gary Schutt : Sentimetal (1994年)
- タカラ : Taste Of Heaven (1995年)
- アクセル・ルディ・ペル : Made In Germany (1995年)
- アクセル・ルディ・ペル : Black Moon Pyramid (1996年)
- ヒューマン・クレイ : Human Clay (1996年)
- イングヴェイ・マルムスティーン : インスピレーション (1996年)
- Hollywood Underground : Hollywood Underground (1996年)
- アクセル・ルディ・ペル : Magic (1997年)
- ヒューマン・クレイ : u4ia (1997年)
- The Boogie Knights : Welcome To The Jungle Boogie (1997年)
- タカラ : Blind In Paradise (1998年)
- Humanimal - Humanimal (2002年)
- ソウル・サーカス : ワールド・プレイ (2005年)
- W.E.T. : W.E.T. (2009年)
- ガス・G : I Am the Fire (2014年)

## 参加した主なプロジェクト
- イングヴェイ・マルムスティーン
- ヒューマン・クレイ
- ヒューマニマル
- アクセル・ルディ・ペル
- アイズ
- タカラ
- タリスマン
- ソウル・サーカス
- ジャーニー

### 来日公演
- イングヴェイ・マルムスティーン
- クニ（ジャパン・エイド）
- タリスマン

## 影響を受けたアーティスト・カバーしたアーティスト
- スティーヴ・ペリー（ジャーニー黄金期のボーカリスト） - カヴァー・アルバムやライブで「Send Her My Love」や「Patiently」などをカヴァー。2006年-2007年のジャーニーのツアーでは見事に代役をこなしている。
- サム・クック - 1931年1月22日アメリカ南部生まれのソウルシンガー。公民権運動にも深く関わった。
- フレディ・マーキュリー（クイーンのボーカリスト） - ソロやプロジェクトと平行して、クイーン・コンベンションというトリビュート・プロジェクトの活動も行っている。
- グラハム・ボネット - イングヴェイ・マルムスティーンバンドのライブでアルカトラスのナンバーを演奏していたこともあり、大好きなボーカリストの1人と公言。近年は急病のグラハムに代わってステージに立ったりしている。
- キッス - 兄ジョーイや友達の影響で小さい頃よく聴いていた。
- チープ・トリック - 子供の頃、キッスとならびよく聴いていた。
- ティナ・ターナー - 「Don't Turn Around」をカバー。
- ジョー・リン・ターナー（レインボーのボーカリスト） - 「Tearin' Out My Heart」をカヴァー。
- アイアン・メイデン - 「Aces High」をカヴァー。
- オジー・オズボーン - 「Shot in the Dark」をカヴァー。
- エアロスミス - 「Cryin」、「One Way Street」をカヴァー。
- プリンス - 「Purple Rain」をカヴァー。
- ヴァン・ヘイレン - 「So This is Love?」をカヴァー。
- ヴィレッジ・ピープル - 「Y.M.C.A.」をカヴァー。
- スティール・ドラゴン - 映画『ロック・スター』のサウンドトラックで裏方としてカヴァー。
- AC/DC - 「Problem Child」をカヴァー。
- ステッペンウルフ - 「Born to be Wild」をカヴァー。